# Guadalmez
Guadalmez és un municipi de la província de Ciudad Real a la comunitat autònoma de Castella-La Manxa.

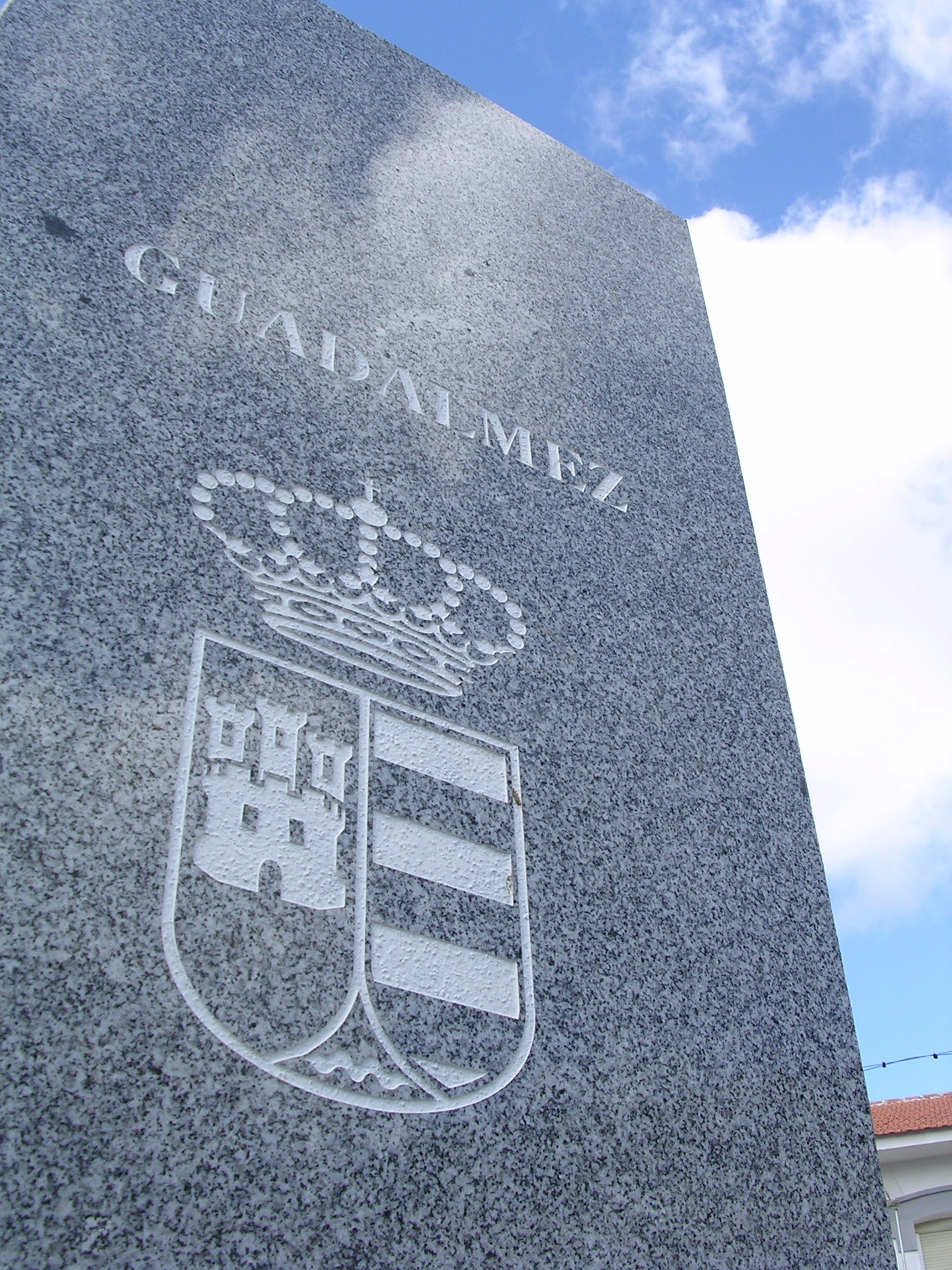
Monument situat a la plaça major

## Demografia
| 1991 | 1996  | 2001  | 2004 |
| ---- | ----- | ----- | ---- |
| 960  | 1.093 | 1.050 | 971  |